# Hải Sơn (phường)
Hải Sơn là một phường thuộc quận Đồ Sơn, thành phố Hải Phòng, Việt Nam.

## Địa lý
Phường Hải Sơn nằm ở trung tâm quận Đồ Sơn, có vị trí địa lý:
- Phía đông và phía bắc giáp Biển Đông
- Phía tây giáp phường Ngọc Xuyên
- Phía nam giáp phường Vạn Hương và Biển Đông.

Phường Hải Sơn có diện tích 5,72 km², dân số năm 2022 là 16.161 người, mật độ dân số đạt 2.825 người/km².

## Lịch sử
Ngày 14 tháng 3 năm 1963, Hội đồng Chính phủ ban hành Quyết định số 27-CP về việc:
- Thành lập tiểu khu Ngọc Hải thuộc thị xã Đồ Sơn mới thành lập trên cơ sở xã Ngọc Hải thuộc huyện Kiến Thụy.
- Thành lập tiểu khu Vạn Sơn thuộc thị xã Đồ Sơn mới thành lập trên cơ sở xã Vạn Sơn thuộc huyện Kiến Thụy.

Ngày 5 tháng 3 năm 1980, Hội đồng Chính phủ ban hành Quyết định số 72-CP về việc thành lập thị trấn Đồ Sơn thuộc huyện Đồ Sơn mới thành lập trên cơ sở tiểu khu Ngọc Hải và tiểu khu Vạn Sơn của thị xã Đồ Sơn.
Ngày 6 tháng 6 năm 1988, Hội đồng Bộ trưởng ban hành Quyết định số 100-HĐBT về việc thành lập phường Ngọc Hải và phường Vạn Sơn thuộc thị xã Đồ Sơn trên cơ sở một phần của thị trấn Đồ Sơn.
Ngày 12 tháng 9 năm 2007, Chính phủ ban hành Nghị định số 145/2007/NĐ-CP về việc thành lập quận Đồ Sơn thuộc thành phố Hải Phòng trên cơ sở toàn bộ thị xã Đồ Sơn và một phần của huyện Kiến Thụy. Khi đó, phường Ngọc Hải và phường Vạn Sơn thuộc quận Đồ Sơn.
Trước khi sáp nhập, phường Vạn Sơn có diện tích 2,23 km², dân số là 5.518 người, mật độ dân số đạt 2.474 người/km². Phường Ngọc Hải có diện tích 3,50 km², dân số là 8.053 người, mật độ dân số đạt 2.301 người/km².
Ngày 10 tháng 1 năm 2020, Ủy ban Thường vụ Quốc hội ban hành Nghị quyết số 872/NQ-UBTVQH14 về việc sắp xếp các đơn vị hành chính cấp xã thuộc thành phố Hải Phòng (nghị quyết có hiệu lực từ ngày 1 tháng 2 năm 2020). Theo đó, thành lập phường Hải Sơn trên cơ sở nhập toàn bộ 2,23 km² diện tích tự nhiên, 5.518 người của phường Vạn Sơn và toàn bộ 3,50 km² diện tích tự nhiên, 8.053 người của phường Ngọc Hải.
Sau khi thành lập, phường Hải Sơn có 5,73 km² diện tích tự nhiên và quy mô dân số 13.571 người.
Ngày 20 tháng 7 năm 2022, HĐND TP. Hải Phòng ban hành Nghị quyết số 26/NQ-HĐND về việc:
- Thành lập tổ dân phố Đông Hải trên cơ sở 3 tổ dân phố: Đông, Đông Kiến Thiết, Vinh Quang.
- Thành lập tổ dân phố số 1 trên cơ sở tổ dân phố Hòa Bình và tổ dân phố Tiền Phong.
- Thành lập tổ dân phố số 2 trên cơ sở 3 tổ dân phố: Thống Nhất, Hạnh Phúc, Dân Chủ.
- Thành lập tổ dân phố số 3 trên cơ sở 3 tổ dân phố: Sản Xuất, Bắc Sơn, Cộng Hòa.
- Thành lập tổ dân phố Tây Hải trên cơ sở tổ dân phố Độc Lập và tổ dân phố Ngọc Sơn.
- Thành lập tổ dân phố Đoàn Kết trên cơ sở tổ dân phố Đoàn Kết 1 và tổ dân phố Đoàn Kết 2.
- Thành lập tổ dân phố Đông Tiến trên cơ sở tổ dân phố Vừng và tổ dân phố Đại Đồng.
- Sáp nhập tổ dân phố Hang Dơi vào tổ dân phố Cầu Vồng.
- Thành lập tổ dân phố Nguyễn Hữu Cầu trên cơ sở tổ dân phố Hai và tổ dân phố Đình Công.
- Thành lập tổ dân phố Nam Đoài trên cơ sở tổ dân phố Nam và tổ dân phố Đoài.